# Colección permanente de Tate Modern
La Colección permanente de Tate Modern es la colección que expone permanentemente la Tate Modern de Londres. Se puede dividir según su época en colecciones de obras de arte individuales.

## Impresionimo y postimpresionismo
La galería conserva una selección de las figuras que marcaron el nacimiento del arte contemporáneo. Renoir, Pisarro, Sisley, Degas, Henri de Toulouse-Lautrec, Van Gogh, Paul Gauguin y Seurat están representados. También se exhiben cuadros como Álamos en el Epte, de Claude Monet, y El jardinero, de Cézanne, en los que se utilizaron las técnicas innovadoras que condujeron al arte abstracto.

## Principios delsigloXX
El siglo XX se abre con escenas íntimas y decorativas de los nabis Vuillard y Bonnard. Después, la pintura de vanguardia comienza con los fauvistas (la palabra significa "animales salvajes"), reprsentado con el retrato de Henri Matisse de su amigo Derain. Todos los grandes movimientos de principios de siglo están representados: el cubismo revolucionario de Picasso, Braque y Léger; el dinámico futurimso inspirado en las máquinas con artistas como Severnini y Boccioni; las obras estremecedoras de Munch, Kirchner, Bewckman y otros expresionistas alemanes, así como otros estilos más tradicionales que florecieron en Gran Bretaña después de la I Guerra Mundial. Lo más notable en esta última sección son algunas obras de Sir Stanley Spencer, como Resurrection, Cookham. 
Hay también importantes trabajos de artistas abstarctos de relieve internacional como Kandinsky, Mondrian y Malevich, y abstractos británicos como Ben Nicholson. En cuanto a escultura, hay obras de Rodin, Brancusi, Hepworth y Moore. Los surrealistas también están presentes con varios cuadros de Dalí a la cabeza de todos ellos.

## Segunda mitad delsigloXX
La serie de estilos y escuelas de después de la II Guerra Mundial refleja el desarrollo internacional en la pintura y escultura abstracta y figurativa. Los efectos de la guerra se hacen patentes en los trabajos de los años cuarenta y cincuenta, desde el desolado paisaje de Paul Nash, Totes Meer (Mar muerto), a las sobresalientes cogedoras "nuevas imágenes del hombre" creadas por Giacomtti, Dubuffet y Bacon. Las obras de Picasso, Matisse y Léger reflejan la evolución del arte abstracto y expresionista del período de postguerra. Una de las mejores  obras es el gigantesco college de recortes de papel de Matisse, Caracol. La galería posee también varios cuadros expresionistas abstractos estadounidenses de los años cuarenta y cincuenta: De Kooning, Newman, Pollock y Rothko. Adquisiciones posteriores de la colección son los lienzos de Morris Louis.
El arte Op (óptico) y el arte cinético (móvil) fueron dos movimientos de los años sesenta que, como la asombrosa escultura de acro rojo de Anthony Caro Early One Morning, testimonian un alejamiento del expresionismo de los cincuenta. El movimiento probablemente mejor asociado con los sesenta es el arte pop. La Tate Gallery exhibe algunas obras culminantes de autores estadounidenses y británicos, como Toy Shop de Blake, Whaam! de Liechtenstein y Marilyn Diptych de Andy Warhol.
Hay muchas obras significativas de pintores británicos contemporáneos, como Freud, Auerbach, Kosoff, Litaj, Hockney, y Bacon. Más polémicos son los trabajos minimalistas; el Equivalent VIII (hecho con ladrillos) del estadounidense Carl André es un ejemplo extremo. Se muestra una amplia gama de arte conceptual, incluido el arte paisajista de Richard Long, en el que los mapas, fotos y palabras impresas codifican la respuesta del artista a la naturaleza. La enorme colección de la Tate Britain sigue creciendo y recoge la evolución del arte contemporáneo.
- Datos: Q5776762